# 2 phút hơn
"2 phút hơn" là một bài hát của ca sĩ kiêm rapper người Việt Nam Pháo.

## Giai điệu
Giai điệu của "2 phút hơn" cũng mang âm hưởng dân gian giống với "Sóng gió" của Jack, "Để Mị nói cho mà nghe" của Hoàng Thùy Linh và "Bùa yêu" của Bích Phương.

## Phiên bản remix hợp tác với Kaiz
Bản remix hợp tác với nhà sản xuất Kaiz được phát hành vào ngày 28 tháng 11 năm 2020.

### Đón nhận và diễn biến thương mại
Sau khi xuất hiện trên TikTok và trở thành xu hướng trên nền tảng mạng xã hội này, bài hát đã trở nên phổ biến trên toàn thế giới và đạt được nhiều thành công lớn. Bài hát này đã trở thành bài hát đầu tiên của V-pop lọt vào 2 bảng xếp hạng Billboard Song Sales World Digital và Billboard Hot Dance Electronic Songs Chart, khiến cô trở thành nghệ sĩ Việt Nam thứ hai (sau Sơn Tùng M-TP) lọt vào 2 bảng xếp hạng chính thức thuộc hệ thống Billboard. Một video do fan tạo ra được đăng tải lên YouTube hiện đã đạt hơn 190 triệu lượt xem (2/8/2021). Bài hát hiện đã đạt hơn 13 triệu lượt nghe trên Spotify, vượt qua "Hãy trao cho anh" của Sơn Tùng M-TP để trở thành bài hát tiếng Việt được nghe nhiều nhất trên nền tảng này.

### Video âm nhạc
Video âm nhạc của bài hát được đăng tải lên kênh chính thức của hãng đĩa Spinnin' Records vào ngày 27 tháng 1 năm 2021, hiện đã đạt hơn 12.5 triệu lượt xem.

### Bảng xếp hạng
| Bảng xếp hạng (2021)                   | Vị trí cao nhất |
| -------------------------------------- | --------------- |
| Song Sales World Digital (Billboard)   | 10              |
| Hot Dance Electronic Songs (Billboard) | 39              |

## Phiên bản remix hợp tác với Masew
Ngay sau khi phát hành, bài hát đã có 5,3 triệu lượt nghe sau 6 ngày, đồng thời đạt 164.000 lượt thích và đứng thứ 5 thịnh hành. Trên YouTube, 2 phút hơn được các nhà sản xuất, DJ khác hòa âm lại để đăng lên trang của họ. Đây được coi là hiệu ứng dựa vào sự nổi tiếng trước đó của Masew và chương trình Thế giới Rap - King of Rap mà Pháo tham gia.